# José Luis Borja Alarcón
José Luis Borja Alarcón (Cabezo de Torres, Múrcia, 29 de maig de 1947) és un exfutbolista murcià de les dècades de 1960 i 1970.

## Trajectòria
Jugava com a porter. Començà la seva carrera futbolística al principal equip de la seva regió, el Reial Múrcia CF, on les seves bones actuacions li obriren les portes del Reial Madrid. Al club madrileny jugà durant una temporada i mitja, guanyà una Copa d'Espanya però no aconseguí refermar-se mai a la titularitat. Per aquest motiu el 1972 fou cedit al RCD Espanyol, que a causa de les seves bones actuacions, finalment decidí quedar-se el jugador en propietat. Ràpidament, esdevingué titular de l'equip, compartint la porteria amb Joan Josep Bertomeu. Els darrers anys, les continuades lesions li impediren tenir una vida més llarga al club, on només romangué cinc temporades fins al 1977, malgrat el seu contracte finalitzava el 1978. Amb l'Espanyol disputà un total de 90 partits de lliga i dos de Copa de la UEFA.
Fou un cop internacional amb Catalunya l'any 1973.

## Palmarès
Reial Madrid
- Copa d'Espanya:
  - 1970